# Robinson Stévenin
Pour les articles homonymes, voir Stévenin.
Louis-Robinson Stévenin, dit Robinson Stévenin, est un acteur français, né le 1er mars 1981 à Lons-le-Saunier (Jura). D'une famille de gens du cinéma, il est le fils du réalisateur et acteur Jean-François Stévenin et de Claire Stévenin, le demi-frère du comédien Sagamore Stévenin et le frère des comédiens Salomé et Pierre Stévenin.
Il remporte le César du meilleur espoir masculin en 2002.

## Biographie
Deuxième enfant de Jean-François Stévenin, Louis-Robinson Stévenin nait le 1er mars 1981 à Lons-le-Saunier, dans le département du Jura en Franche-Comté.
Il apparaît pour la première fois, à cinq ans, dans Double messieurs, réalisé par son père en 1986, et, trois ans plus tard il joue dans L'Hydrolution, le premier court-métrage d'Antoine Desrosières.
À onze ans, en 1992, il débute à la télévision dans La Révolte des enfants de Gérard Poitou-Weber, avec son frère Sagamore, dans le rôle de Rase-Motte, un jeune garçon de huit ans condamné à cinq ans d’emprisonnement dans un bagne pour enfants, au XIXe siècle. Il remporte un Prix du Meilleur acteur au Festival du Film de Paris, avant d'interpréter le fils des Borin, joués par Jacques Frantz et Nicole Jamet, dans La Crise de Coline Serreau. Il tient également le rôle principal, au côté d'Andréa Ferréol, du téléfilm Un ballon dans la tête réalisé par Michaëla Watteaux et diffusé sur France 2.
De nombreux réalisateurs font appel à lui entre 1993 et 1994, pour divers téléfilms ou séries dont Lucas de Nadine Trintignant. Ainsi que pour le téléfilm Concerto pour Guillaume réalisé par Jacques Ertaud, l'un des épisodes de L'Instit avec Gérard Klein, L'Amour est un jeu d'enfant de Pierre Grimblat, et le très remarqué[réf. nécessaire] Le Fils du cordonnier de Hervé Baslé.
Il retrouve le monde du cinéma, en 1996, pour le rôle de Gabriel dans Le Bel Été 1914 de Christian de Chalonge.
En 1999, il obtient son premier grand rôle au cinéma dans l'interprétation d'un jeune voyou dans Mauvaises Fréquentations de Jean-Pierre Améris, qui lui vaut d'être nommé au César du meilleur espoir masculin. Durant le tournage, il se lie avec Lou Doillon, l'idylle dure jusqu'en 2001.
En 2002, il remporte enfin le César du meilleur espoir masculin pour son interprétation de Bo, un jeune travesti sur les traces d'un tueur en série, dans Mauvais Genres de Francis Girod, sur un scénario de Philippe Cougrand, au côté de l'ami de toujours de son père, Richard Bohringer, dans le rôle du policier. La même année, il tient un petit rôle remarqué d'"homme à vélo", dans Deux de Werner Schroeter, avec Isabelle Huppert. Malgré le surnom de « French Marlon Brando » donné par les critiques américains il n'obtient pas le rôle du comte Odon de Paris dans la série anglophone Vikings.
Après diverses participations à plusieurs longs métrages dont Mischka, le film de son père Jean-François, sorti en 2002, Robinson apparait, en 2003, dans La Petite Lili de Claude Miller, dans un rôle de cinéaste idéaliste et débutant, épris d'une actrice en herbe campée par Ludivine Sagnier.
Après trois ans d'absence, il devient, en 2006, officier juriste pendant la Guerre d'Algérie dans Mon colonel, film écrit et produit par Costa-Gavras, puis retrouve Richard Bohringer pour sa réalisation C'est beau une ville la nuit, adaptée de son propre roman.
L'année suivante, il est à l'affiche d'Actrices de Valeria Bruni Tedeschi et de Bluesbreaker de Dominique Bringuier.
Il est Jean dans le deuxième épisode de la série Les Petits Meurtres d'Agatha Christie de Stéphane Kappes, puis Abel Karnonski dans L'École du pouvoir de Raoul Peck.
En 2009, Robert Guédiguian l'appelle pour son film historique L'Armée du crime, avec Simon Abkarian et Virginie Ledoyen.

## Filmographie

### Cinéma

#### Longs métrages
- 1986 : Double messieurs de Jean-François Stévenin : un garçon
- 1991 : Ils n'avaient pas rendez-vous de Maurice Dugowson : Thomas
- 1992 : La Révolte des enfants de Gérard Poitou-Weber : Rase-Motte
- 1992 : La Crise de Coline Serreau : le fils des Borin
- 1996 : Le Bel Été 1914 de Christian de Chalonge : Gabriel
- 1998 : La Petite Graine de Tessa Racine : Vincent
- 1999 : Mauvaises Fréquentations de Jean-Pierre Améris : Laurent
- 2001 : Mauvais Genres de Francis Girod : Bo Ancelin
- 2002 : Mischka de Jean-François Stévenin : le garçon aux menottes
- 2002 : Deux de Werner Schroeter : l'homme à vélo
- 2003 : La Petite Lili de Claude Miller : Julien
- 2003 : Son frère de Patrice Chéreau : Manuel
- 2006 : Mon colonel de Laurent Herbiet : Guy Rossi
- 2006 : C'est beau une ville la nuit de Richard Bohringer : Paulo
- 2006 : Transe de Teresa Villaverde
- 2007 : Bluesbreaker de Dominique Brenguier : René
- 2007 : Actrices de Valeria Bruni Tedeschi : Julien
- 2008 : Sur ta joue ennemie de Jean-Xavier de Lestrade : Julien
- 2009 : L'Armée du crime de Robert Guédiguian : Marcel Rayman
- 2011 : Les Neiges du Kilimandjaro de Robert Guédiguian : le commissaire
- 2011 : Le Secret de l'enfant fourmi de Christine François : Didier Germain
- 2012 : Des escargots et des hommes de Tudor Giurgiu : Olivier
- 2012 : Hénaut Président de Michel Muller : Alexandre
- 2013 : Le Renard jaune de Jean-Pierre Mocky : Phil
- 2013 : Les Brigands de Frank Hoffmann (de) : Franz
- 2015 : Anton Tchekhov - 1890 de René Féret : Nikolaï Tchekhov
- 2015 : Une histoire de fou de Robert Guédiguian : Soghomon TehlIrian
- 2016 : Fui Banquero de Patrick et Émilie Grandperret : Olivier
- 2017 : La Villa de Robert Guédiguian : Benjamin
- 2019 : Gloria Mundi de Robert Guédiguian : Nicolas
- 2023 : Et la fête continue ! de Robert Guédiguian
- 2024 : Le Roman de Jim d'Arnaud et Jean-Marie Larrieu : Titi
- 2024 : La Pie voleuse de Robert Guédiguian : Kevin

#### Courts-métrages
- 1989 : L'Hydrolution d’Antoine Desrosières
- 1994 : Stop de Gaël Leforestier

### Télévision

#### Téléfilms
- 1992 : Un ballon dans la tête de Michaëla Watteaux : Petit
- 1993 : Lucas de Nadine Trintignant : Lucas
- 1994 : L'amour est un jeu d'enfant de Pierre Grimblat : Benjamin Ancelot
- 1994 : Le Fils du cordonnier d’Hervé Baslé : Pierre
- 1997 : La Femme du pêcheur de Dominique Cheminal : Vincent
- 2008 : L'École du pouvoir de Raoul Peck : Abel Karnonski
- 2009 : Claude Gueux d’Olivier Schatzky : Antoine
- 2010 : Les Amants naufragés de Jean-Christophe Delpias : Stanislas Mirkinei
- 2013 : Les Pirogues des hautes terres d’Olivier Langlois : Pierre Marie
- 2013 : Le Silence des églises d’Edwin Baily : Gabriel Goffin
- 2015 : Une mère en trop de Thierry Petit : le lieutenant Segura
- 2015 : Neuf jours en hiver d’Alain Tasma : Aurélien
- 2023 : Meurtres sur les Îles de Lérins d'Anne Fassio : Antoine Chevalier

#### Séries télévisées
- 1993 : L'Instit : Guillaume (saison 1, épisode 3 : Concerto pour Guillaume)
- 2008 : Les Petits Meurtres d'Agatha Christie : Jean (saison 1, épisode 2 : Am Stram Gram)
- 2010 : Les Vivants et les Morts : Rud (8 épisodes)
- 2016 : Profilage : Ivan Joret (3 épisodes)
- 2017 : Glacé : Delaunay (mini-série ; 6 épisodes)
- 2017 : Candice Renoir : Loïc Pietri (saison 5, épisode 5)
- 2017 : La Mante : Alex Crozet (mini-série ; 6 épisodes)
- 2018 : 1918-1939 : Les Rêves brisés de l'entre-deux-guerres : Marcel Jamet (3 épisodes)
- 2019 : Myster Mocky présente (saison 5, épisode 2 : Un vrai massacre)
- 2020 : La Promesse : Tony Andreï (mini-série ; 6 épisodes)
- 2021 : L'Homme que j'ai condamné : Philippe (4 épisodes)
- 2022 : Visions : Gary Mariani ( mini-série : 11 épisodes)
- 2022 : Vise le cœur : Gilles (mini-série)
- 2022 : Cassandre de Mathilde Vallet, saison 6 épisode 4 : La Forêt rouge

### Clips
- 2014 : Can't Help Myself de Brodinski, Megaforce : un homme de famille

## Doublage
Cinéma
- 2010 : Shutter Island de Martin Scorsese : Chuck Aule (doublage de Mark Ruffalo)[3]

Webradio
- 2022 : La dernière nuit de Anne Bonny de Claire Richard

## Distinctions

### Récompenses
- Festival du film de Paris 1991 : Meilleur acteur
- César 2002 : Meilleur jeune espoir masculin

### Nomination
- César 2000 : Meilleur jeune espoir masculin